# Kontiolaki
Kontiolaki är en kulle i Finland. Den ligger i Kittilä i landskapet Lappland, i den norra delen av landet, 800 km norr om huvudstaden Helsingfors. Toppen på Kontiolaki är 263 meter över havet.
Terrängen runt Kontiolaki är huvudsakligen platt.  Trakten runt Kontiolaki är nära nog obefolkad, med mindre än två invånare per kvadratkilometer. Det finns inga samhällen i närheten. 